# Holger Guldager
Holger Oscar Christian Anders Guldager (16 de setembro de 1904 — 10 de agosto de 1986) foi um ciclista dinamarquês que participava em competições de ciclismo de pista. Foi um dos atletas que defendeu as cores da Dinamarca nos Jogos Olímpicos de 1924, em Paris.